# Castle Moil
Castle Moil (Schots-Gaelisch: Caisteal Maol) is een (ruïne van een) vijftiende-eeuws kasteel, gelegen in Kyleakin op het Schotse eiland Skye. Het kasteel was eigendom van de MacKinnons. Begin zeventiende eeuw werd het kasteel verlaten en verviel het tot een ruïne.

## Geschiedenis
Er is een legende die verhaalt dat in de elfde eeuw de Noorse prinses Saucy Mary Castle Moil bouwde zodat ze tol kon heffen op de zeeweg Kyle Akin. Om de schepen te laten stoppen was er een ketting over het water gespannen. Ze was gehuwd met een clanleider van de MacKinnons en volgens een plaatselijke legende is ze begraven op een heuvel in de buurt, de Beinn na Caillich.
Wellicht is de legende terug te voeren op de aanwezigheid van een Noorse koning. In 1263 verzamelde de Haakon IV van Noorwegen zijn schepen in deze contreien om een gevecht aan te gaan om de Hebriden te behouden in de Slag bij Largs. Hij zou een versterking op deze plaats gehad kunnen hebben.
Het huidige kasteel werd gebouwd tussen 1490 en 1500. Het kasteel was ook bekend onder de naam Dunakin (fort van Haakon).
In 1513 hielden de MacKinnons in Castle Moil een bijeenkomst waarin zij besloten Donald MacDonald te steunen als Lord of the Isles (Heer van de Eilanden). De drie grootste clans op Skye waren de MacDonalds, de MacLeods en de MacKinnons; de MacDonalds hadden in deze periode de meeste macht.
De laatste bewoner van Castle Moil was Neill MacKinnon, een neef van de 26e clanleider (circa 1601).

## Bouw
Caste Moil is gelegen op een klein eiland ten oosten van Kyleakin. Het is een simpele, rechthoekige woontoren van drie verdiepingen. De onderste verdieping was vermoedelijk ingericht als keuken; deze verdieping is niet uitgegraven. Op de eerste verdieping bevond zich de great hall en op de tweede verdieping bevonden zich de privévertrekken.
Het kasteel is een ruïne en stortte tijdens stormen in 1949 en 1989 verder in. De overgebleven muren werden daarna gestut om verder verval te voorkomen.

## Beheer
Castle Moil wordt beheerd door de Skye & Lochalsh District Council.